# Excudent alii spirantia mollius aera

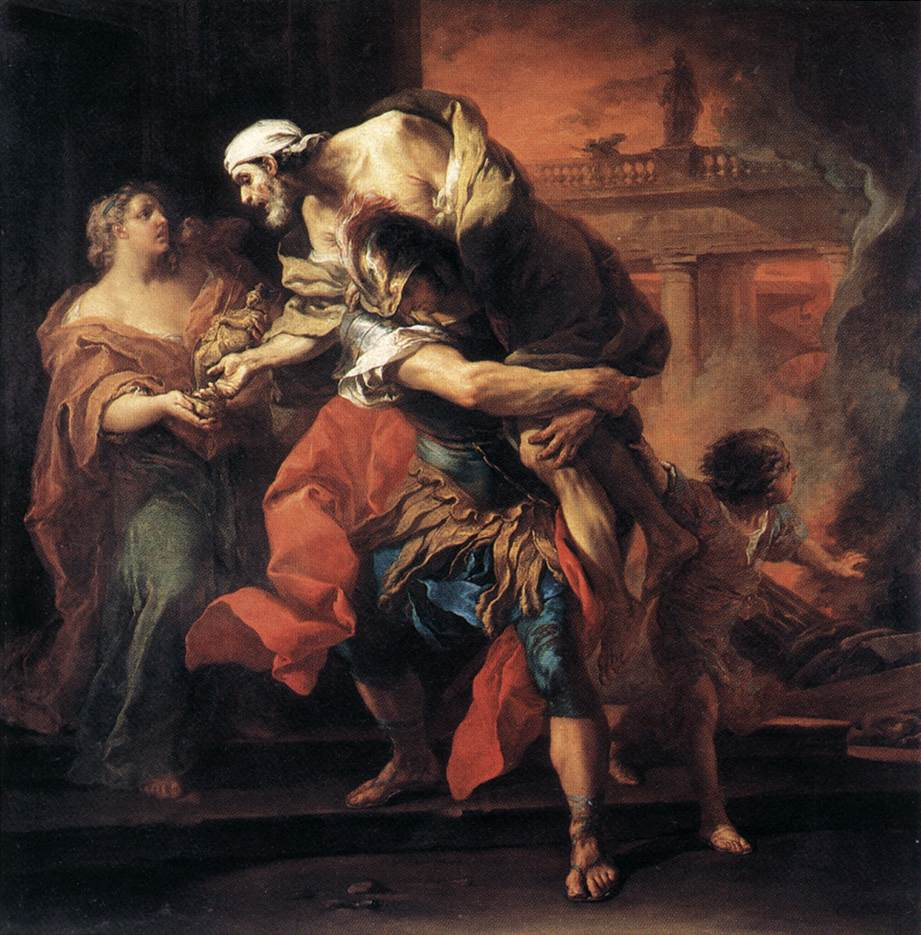
Картина Шарля Ван Лоо на которой изображён Анхис. В наставлении своему сыну Энею он говорит «Excudent alii spirantia mollius aera»

Excudent alii spirantia mollius aera — латинское крылатое выражение. Дословно переводится «Другие искуснее выкуют живые изваяния из бронзы».
Выражение употребляют, желая подчеркнуть, что всякому следует заниматься своим делом или что первенство в какой-либо области принадлежит другим.
В Энеиде Вергилия главный герой спускается в подземное царство, чтобы повидаться с отцом Анхисом и узнать от него о славной судьбе своих потомков — римлян. Это самое важное место в идейном содержании поэмы, прославлявшей Энея, мифического предка рода Юлиев (к которому принадлежали Юлий Цезарь и его приёмный сын, император Октавиан Август), и могущество римского государства. При предварительном чтении Августу Вергилий выбрал именно этот отрывок. Слова Анхиса стали пророчеством об историческом предназначении римского народа.

Смогут другие создать изваянья живые из бронзы (лат. Excudent alii spirantia mollius aera) 

Или обличье мужей повторить во мраморе лучше, 

Тяжбы лучше вести и движенья неба искусней 

Вычислят иль назовут восходящие звёзды, — не спорю: 

Римлянин! Ты научись народами править державно — 

В этом искусство твоё! — налагать условия мира, 

Милость покорным являть и смирять войною надменных!

Под «другими» прежде всего имеются в виду греки, чьи достижения в искусстве, красноречии и различных науках казались римлянам недосягаемыми. Эти слова подтверждают то, что сами римляне, привыкшие побеждать и управлять, осознавали своё принципиальное отличие от греков.